# Eparchie des Hl. Scharbel von Buenos Aires
Die Eparchie des Hl. Scharbel in Buenos Aires (lateinisch Eparchia Sancti Sarbelii Bonaërensis Maronitarum) ist eine maronitische Diaspora-Eparchie in Argentinien.

## Geschichte und Organisation
Die Eparchie des Hl. Scharbel wurde am 5. Oktober 1990 in der argentinischen Hauptstadt Buenos Aires errichtet. Die Christen dieser Eparchie sind überwiegend Emigranten und stammen ursprünglich aus dem Libanon. Ihre Namensgebung geht auf den Hl. Maron von Beit-Marun zurück, nach dem sie sich „Maroniten“ nennen. Die Eparchie des Hl. Scharbel von Buenos Aires zählte im Jahre 2004 ca. 700.000 maronitisch-arabische Christen. Sie wurden 2004 in vier Pfarrgemeinden von zehn Diözesan- und neun Ordenspriestern, sowie von zwei Diakonen im Ständigen Diakonat, seelsorgerlich und pastoral betreut. An der Betreuung der maronitischen Christen waren zudem sechs Ordensschwestern und neun Ordensbrüder beteiligt.

## Bischöfe
- Charbel Georges Merhi CML, 1990–2013
- Habib Chamieh OMM, seit 2019